# Ordosørkenen
Ordosørkenen eller Ordosplateauet er et steppe- og ørkenlandskab hovedsageligt beliggende i Indre Mongoliet i den nordlige del af Folkerepublikken Kina. Tidligere blev plateauet også kaldt He-tau og senere He-nan. Området har et areal på 90,650 km², og ligger i gennemsnit 1.200 moh. 
Plateauet omgives i vest, nord og øst af Den Gule Flods nordlige store bue. Mod syd og øst afgrænser den kinesiske mur plateauet fra det frugtbare løssplateau i provinsen Shaanxi. Selv om størstedelen af Ordos ligger i Indre Mongoliet er der også dele af området som strækker sig ind den autonome region Ningxia Hui og provinserne Shaanxi og Gansu.
Den nordlige del af plateauet består af stepper og halvørkener som her og der går over i sandørken. Selv om det meste er steppeland er der en del geografer som definerer området som en del af ørkenerne Alashan- eller Gobiørkenen. I syd er det nogle steder mulig med jordbrug, når vandføringen i floderne tillader det. Jo længere mod øst man kommer desto mere nedbør får området, så fåre- og gedehold flere steder er mulig. 
Området var i mange århundreder beboet af nomadiske rytterfolk, ofte af tyrkiske folkeslag, som ofte lå i krig med den kinesiske centralregering. De to første århundreder e.Kr. tilhørte xiongnuene. Efter at de muslimske Huikinesere gjorde oprør i 1869 blev regionen til dels affolket. 
I 1989 var befolkningen på Ordosplateauet beregnet til 1,2 millioner, hvoraf 88 % var hankinesere og kun 12 % mongoler. 